# Przełom Czerwonej Wieży

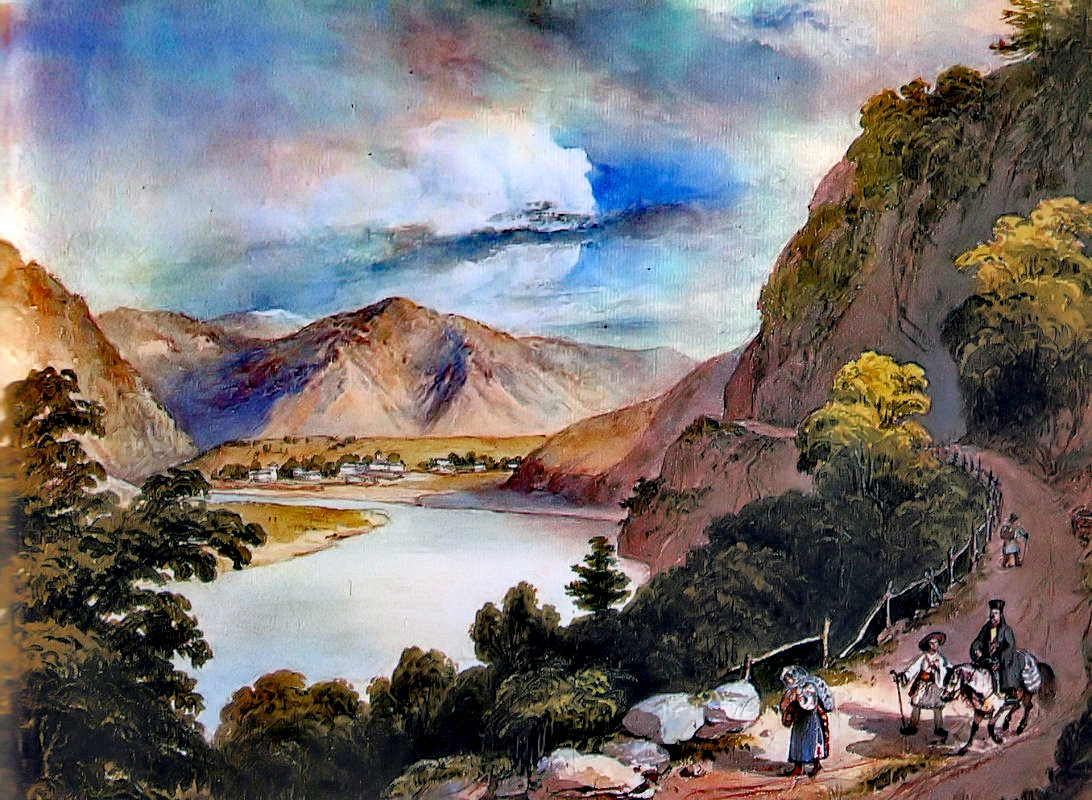
Akwarela Miklósa Barabása z 1831

Przełom Czerwonej Wieży (rum. Pasul Turnul Roșu, węg. Vöröstoronyi-szoros, niem. Roter-Turm-Pass) – przełom rzeczny w Karpatach Południowych.
Przełom Czerwonej Wieży ma przebieg południkowy. Oddziela Góry Fogaraskie na wschodzie od Gór Sybińskich na zachodzie. Przełom jest nisko położony (352 m n.p.m.) i niezwykle głęboki, gdyż sąsiadujące z nim szczyty Sterpu i Suru przekraczają 2000 m n.p.m. Płynąca przełomem rzeka Aluta jest jedyną rzeką, która przełamuje się przez łańcuch Karpat. Nazwa przełomu pochodzi od znajdujących się we wsi Boița ruin zamku z czerwonego kamienia – fragmentu umocnień wzniesionych w XIV wieku przez Sasów siedmiogrodzkich.
Przełom Czerwonej Wieży stanowi dogodne połączenie komunikacyjne między Siedmiogrodem a Wołoszczyzną. Obecnie przełomem przebiegają linia kolejowa z Sybina do Krajowej przez Râmnicu Vâlcea i droga krajowa DN7 (E81) z Sybina do Pitești, którą w 2014 ma zastąpić autostrada A1.